# Ivor Armstrong Richards
 (avril 2024).
Le contenu est difficilement compréhensible vu les erreurs de traduction, qui sont peut-être dues à l'utilisation d'un logiciel de traduction automatique.
 (avril 2024).
Si vous disposez d'ouvrages ou d'articles de référence ou si vous connaissez des sites web de qualité traitant du thème abordé ici, merci de compléter l'article en donnant les références utiles à sa vérifiabilité et en les liant à la section « Notes et références ».
Ivor Armstrong Richards (26 février 1893 à Sandbach, Cheshire - 7 septembre 1979 à Cambridge) est un critique littéraire et un rhétoricien britannique. Ses travaux, The Meaning of Meaning, Principles of Literary Criticism, Practical Criticism, et The Philosophy of Rhetoric montrent l'influence du mouvement du New Criticism. On le classe souvent dans le mouvement du « practical criticism » (« criticisme pratique »). Richards est en effet considéré comme l'un des fondateurs des études contemporaines en littérature anglaise.

## Biographie
Richards fait ses études au Clifton College. Il s'y découvre une véritable passion pour la langue anglaise, permise également par les cours de Cabby Spence. Il commence sa carrière en étudiant la philosophie et les « sciences morales » (moral sciences) à l'Université de Cambridge. Cette formation le conduit plus tard à formaliser une approche transdisciplinaire du champ de la connaissance, par la philosophie, la psychologie, la rhétorique, etc., caractéristique de l'approche du New Criticism. Richards enseigne ensuite la littérature anglaise à Cambridge, au Magdalene College, mais sans en retirer de véritables honoraires. En 1926, il se marie avec Dorothy (née Pilley) Richards qu'il a rencontrée lors d'un séjour d'escalades au Pays de Galles. 

## Travaux
La vie de Richards peut se diviser en deux périodes, selon ses intérêts intellectuels. De la collaboration avec C. K. Ogden, il en retire de fructueux travaux.

### Collaboration avec Ogden
Ogden travaille avec Richards sur trois principales études :
- Dans Foundations of Aesthetics Richards distingue les principes de la réception esthétique qui conduit au cœur de la théorie littéraire de Richards et notamment aux notions d'« harmonie ». Cet ouvrage préfigure en effet ceux plus aboutis développant sa théorie, avec Coleridge on Imagination, Basic Rules of Reason et Mencius on the Mind.
- Dans The Meaning of Meaning: A Study of the Influence of Language upon Thought and of the Science of Symbolism, Richards et Odgen élaborent une théorie de la triade sémiotique qui, fondée sur des apports psychologiques, préfigure une recherche transdisciplinaire au sein de la critique littéraire. Plusieurs sémioticiens, comme Umberto Eco, voient dans cet ouvrage un développement de la théorie de Ferdinand de Saussure préfigurant la psycholinguistique.
- Dans The General Basic English Dictionary et dans Times of India Guide to Basic English, Richards et Ogden développent leur programme international commun nommé Basic English program for the development of an international language et basé sur un ensemble de 850 mots de vocabulaire. Richards acquiert la conviction du bien-fondé d'un tel programme en voyageant, notamment en Chine. À Harvard, il propose d'utiliser les médias et la télévision surtout pour améliorer ce programme d'expansion de la pédagogie de la langue anglaise.

### Esthétique et critique littéraire
La production de Richards est importante :
- The Foundations of Aesthetics (1922), coécrit avec C. K. Ogden et James Wood.

- The Principles of Literary Criticism (1924).

- Science and Poetry (1926)

- Practical Criticism (1929). Richards y aborde la technique, fondatrice de la critique littéraire, nommée close reading, consistant à interpréter des portions restreintes de texte, et s'apparentant à l'explication de texte en français.

- Coleridge on Imagination (1934).

- Speculative Instruments (1955).

- So Much Nearer: Essays toward a World English (1960).

Richards est souvent considéré comme le père du New Criticism, en raison de son influence sur la constitution du mouvement, due à ses deux premiers ouvrages de critique littéraire, The Principles of Literary Criticism et Practical Criticism. Les Principles est un ouvrage majeur de critique, étudiant de nombreux sujets comme ceux relevant de la forme, des valeurs, du rythme, de la synesthésie, de l'allusion, des lectures divergentes et des croyances des écrivains. L'ouvrage suivant, Practical Criticism, est une étude empirique du champ de la critique littéraire. Richards analyse la visée auctoriale et le contexte de treize poèmes choisis, incluant l'un du poète Longfellow et quatre écrits par des poètes marginaux. Il recueille ensuite les interprétations d'étudiants de l'université de Cambridge afin de disposer d'un large échantillon de réception. Il démontre par là la variété des différences de réception dans la lecture des poèmes. 
En utilisant cette nouvelle méthode, Richards n'a néanmoins pas permis de faire avancer l'herméneutique d'alors. Au contraire, il se focalise seulement sur le champ des études littéraires, en interrogeant le processus d'interprétation, par l'analyse des réceptions des étudiants testés. De ce point de vue, son travail nécessite une stricte interprétation de la littérarité du texte seule; par là Richards permet de dégager les fondements de l'étude historique de la production des textes, en anglais. Ses travaux font écho à ceux de l'English Education and Composition de Flower et de Hayes. Richards distingue en effet nombre de concepts formant cette étude historique : les théories relatives à la métaphore, à la valeur, au ton, aux réponses toutes faites, à la pseudo-déclaration (pseudo-statement), et à l'ambiguïté, développées ultérieurement par son élève William Empson.
Dans son troisième ouvrage, Coleridge on Imagination, Richards résume la théorie de Coleridge à propos de la poésie, qu'il décrit comme étant fondée sur l'emphase et sur les dichotomies de l'imagination et de la fantaisie, de la connotation et de la dénotation, de l'imagination première et secondaire, de l'interprétation de l'expérience, projective ou interprétative, entre autres. Richards explique que Coleridge explore la collusion du sujet et de l'objet en poésie, ainsi que les aspects mythiques et musicaux de l'art poétique. Le sens des mots est également une préoccupation de l'esthétique de Coleridge. Dans The Philosophy of Rhetoric, Richards étudie les divers contextes du discours, l'interaction avec les mots et surtout la relation entre deux concepts centraux dans son esthétique : le tenor et le vehicle dans la poétique. Liée à la métaphore, l'image est le vehicle alors que son idée, inexpressive sans la métaphore, est le tenor. Cette conception doit beaucoup à l'influence du formalisme russe et de Roman Jakobson. Par ailleurs, toutes les conceptions criticistes tardives de Richards ne sont qu'une élaboration du formalisme de sa théorie de la communication, centrée sur ces deux concepts. Richards commence par partir d'une compréhension psychologique et individuelle du processus d'interprétation du texte, s'appuyant sur les hypothèses de psychologues comme Ward, Puffer, et surtout Urban. Son ambition de fusionner les théories de l'interprétation poétique et de la poétique du langage se retrouve dans les conceptions psycholinguistiques des « litterary studies ».

### Continuité de ses travaux
Richards a été le mentor et l'enseignant de plusieurs critiques littéraires, et en particulier de William Empson et de F. R. Leavis. D'autres critiques ont été profondément influencés par sa théorie, comme Cleanth Brooks et Allen Tate, John Crowe Ransom, W.K. Wimsatt, R.P. Blackmur, et Murray Krieger. R.S. Crane de l'école de Chicago doit beaucoup aux conceptions psychologiques de la théorie critique de Richards. Les concepts phares de cette théorie, et en particulier ceux de « tenor » et de « vehicle » ont permis l'édification d'un champ de la critique littéraire cohérent ; en cela il est considéré comme le père du New Criticism. Son modèle dit du close reading a également permis la création d'une méthodologie d'interprétation pertinente.

### Publications
- The Meaning of Meaning: A Study of the Influence of Language upon Thought and of the Science of Symbolism, London and New York, 1923, coécrit avec C. K. Ogden. Avec une introduction de J. P. Postgate et des essais supplémentaires de Bronislaw Malinowski, 'The Problem of Meaning in Primitive Languages', et de F. G. Crookshank, 'The Importance of a Theory of Signs and a Critique of Language in the Study of Medicine'.
- Mencius on the Mind: Experiments in Multiple Definition, éditions Paul Trench Trubner, London, rééditions Harcourt, Brace, New York, 1932.
- Basic Rules of Reason, éditions Paul Trench Trubner, London, 1933.
- The Philosophy of Rhetoric, Oxford University Press, New York and London, 1936.
- Interpretation in Teaching, Routledge & Kegan Paul, London, rééditions Harcourt, Brace, New York, 1938).
- Basic in Teaching: East and West, Kegan Paul, Trench, Trubner, London, 1935.
- How To Read a Page: A Course in Effective Reading, With an Introduction to a Hundred Great Words, éditions W. W. Norton, New York, 1942 et Routledge & Kegan Paul, London, 1943).
- The Wrath of Achilles: The Iliad of Homer, Shortened and in a New Translation, éditions W. W. Norton, New York, 1950, et Routledge & Kegan Paul, London, 1951.
- So Much Nearer: Essays toward a World English, éditions Harcourt, Brace & World, New York, 1960 et 1968). Contient l'essai The Future of Poetry.
- Complementarities: Uncollected Essays, , éditions de John Paul Russo, Harvard University Press, Cambridge, Massachusetts, 1976.
- Times of India Guide to Basic English, The Times of India Press, Bombay, 1938.